# Forntida DNA
Forntida DNA, Ancient DNA eller aDNA är ett begrepp inom särskilt arkeologi och geologi som beskriver DNA (arvsmassa) från forntida källor. Forntida DNA kallas ofta för aDNA även i svenska sammanhang.
Till skillnad från vanligt DNA, är forntida DNA oftast mer fragmenterat på grund av olika nedbrytningsprocesser. 